# Tephritis rufina
Tephritis rufina är en tvåvingeart som beskrevs av Camillo Rondani 1871. Tephritis rufina ingår i släktet Tephritis och familjen borrflugor.
Artens utbredningsområde är Italien. Inga underarter finns listade i Catalogue of Life.